# Mi fa male
Mi fa male (укр. «Мені боляче») — пісня італійського співака і кіноактора Адріано Челентано 2002 року.

## Про пісню
Пісня була другим треком альбому Адріано Челентано «Per sempre». Автором музики був Джанні Белла, а тексту — Могол. Наживо пісня ніколи не виконувалася. 

## Складова
Темою пісні були любовні стосунки, вона була виконана в стилі поп-музики.

## Сингл
2003 року пісня була випущена як CD-сингл в Італії власним лейблом Челентано, «Clan Celentano».

### Трек-лист
Італійський CD-сингл (маркування: Clan Celentano – CLN 4018 2, Clan Celentano – SAMPCS 12456 1)
| #  | Назва                      | Автор слів | Автор музики | Тривалість |
| -- | -------------------------- | ---------- | ------------ | ---------- |
| 1. | «Mi fa male» (Мені боляче) | Могол      | Джанні Белла | 4:49       |